# کوه پازنان
کوه پازنان دارالمیزان با ارتفاع ۱۰۳۰ متر در شمال روستای بلبلی و شمال منطقه دارالمیزان واقع شده است. این کوه به صورت رشته باریکی به طول ۳۷ و عرض ۳ کیلومتر از شمال غربی به سوی جنوب شرقی کشیده شده و بخش محمله را از بخش علامرودشت و منطقه دارالمیزان جدا می‌کند.